# Lothar Warneke
Lothar Warneke (15 de septiembre de 1936 – 5 de junio de 2005) es un director de cine, guionista y actor alemán. Su film de 1977 Die unverbesserliche Barbara fue presentado en el Festival de Cine de Moscú y su cinta de 1981 Unser kurzes Leben fue estrenada en ese mismo festival. En 1982 su película Die Beunruhigung entró en la competición oficial del Festival Internacional de Cine de Venecia de 1982.
En 1986, su película "Blonder Tango" ganó el Gran Premio y el Premio Findling del IV Festival Nacional de Largometrajes de la RDA. En 1988, volvió a ganar el Premio Findling, esta vez por "Einer trage des anderen Last". Su película de 1988, "Bear Ye One Another's Burden", se presentó al 38.º Festival Internacional de Cine de Berlín, donde sus coprotagonistas, Manfred Möck y Jörg Pose, ganaron el Oso de Plata al Mejor Actor.

## Filmografía seleccionada
- Dr. med. Sommer II (1970)
- Die unverbesserliche Barbara (1977)
- Unser kurzes Leben (1981)
- Die Beunruhigung (1982)
- Einer trage des anderen Last (1988)